# Cabo de Cà Mau

O cabo de Cà Mau  (em vietnamita:  Mũi Cà Mau) é o extremo ocidental da pequena península de Cà Mau, no extremo sul da península da Indochina e do Vietname. Fica entre o golfo da Tailândia, a oeste, e o mar da China Meridional, a leste. Administrativamente pertence ao distrito de Ngọc Hiển da província homónima de Cà Mau.
Por vezes é considerado incorretamente como o ponto mais meridional da parte continental do Vietname, distinção que cabe ao próximo Viena An (8° 30'N, 104° 40'E).
Na região há diversos e abundantes ecossistemas de manguezais.
Os vietnamitas falam do seu país usando a frase «O Vietname estende-se de Quan Nam até Cà Mau», pelo que é um lugar que está na memória de grande parte da população. 
A zona do cabo foi declarada reserva da biosfera em 2009.